# Štefan Banič

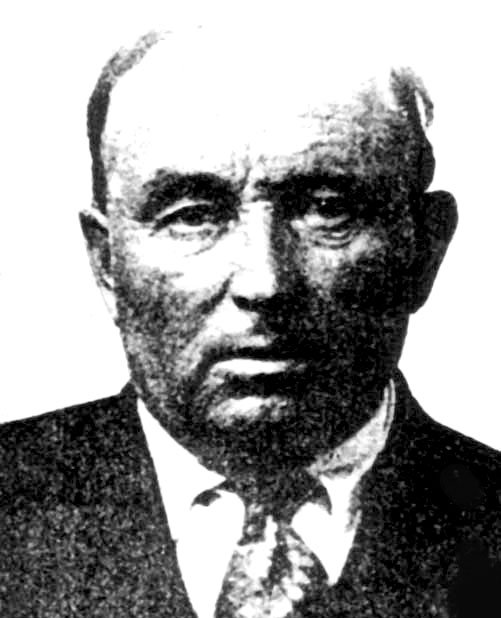
Štefan Banič

Štefan Banič (ur. 23 listopada 1870, zm. 2 stycznia 1941) – słowacki wynalazca spadochronu wojskowego, pierwszego wykorzystywanego w praktyce.
Urodził się w dniu 23 listopada 1870 w Neštich, obecnie część Smolenic na Słowacji. Banič wyemigrował do Stanów Zjednoczonych i pracował jako górnik węglowy w Greenville w stanie Pensylwania.
Štefan Banič skonstruował prototyp spadochronu w 1913 roku i przetestował go w Waszyngtonie w Stanach Zjednoczonych przed przedstawicielami z Urzędu Patentowego i wojska, skacząc z 41-piętrowego budynku, a następnie z samolotu, w 1914 roku. Banič przekazał swój patent (U.S. Patent No. 1108484) dla U.S. Army. Nie zdobył wielkiej sławy ani majątku za swój wynalazek.
Mimo że pomysł spadochronu był znany od dawna, wynalazek Baniča radykalnie różnił się od tych znanych dzisiaj (był to rodzaj parasola dołączonego do ciała), był to pierwszy spadochron, o którym wiadomo, że był aktywnie wykorzystywany przez Siły Powietrzne Stanów Zjednoczonych w czasie I wojny światowej i ocalił życie wielu lotnikom.
Po I wojnie światowej Banič wrócił na Słowację.